# Aeropuerto Nacional de Isla de Cedros
El Aeropuerto Nacional de Isla de Cedros (OACI: MMCD) es un pequeño aeropuerto en la punta sur de Isla Cedros, en la comunidad del Morro Redondo. 
Se encarga del tráfico aéreo regional de pasajeros para las principales comunidades de la isla (Cedros y Morro Redondo).
Se reciben pasajeros nacionales e internacionales provenientes de la región.
Cuenta con una pista de aterrizaje de 1,425 metros de largo y 30 metros de ancho, una plataforma de aviación de 2,960 metros cuadrados (80m x 37m) edificio terminal y anteriormente un hangar.
Este aeropuerto tiene desafíos en el aterrizaje y despegue de aeronaves debido a faltas de mantenimiento, el clima, y la altitud de la pista.

## Aerolíneas y destinos
| Aerolíneas              | Destinos                 |
| ----------------------- | ------------------------ |
| Aéreo Servicio Guerrero | Ensenada, Guerrero Negro |

## Accidentes e incidentes
- El 20 de diciembre de 1997 se estrelló durante su ruta a Isla Cedros la aeronave Douglas C-47-DL con matrícula XA-CUC y operada por Aerolíneas California Pacífico (ACAPSA). La aeronave procedía de Guerrero Negro.[3]

- El 22 de marzo de 2010 una avioneta Piper Cherokee 6 con matrícula XB-MUH que provenía de Ensenada impactó en la pista aérea causando que saliera de la misma y quedando en medio de la carretera.[4]

- El 13 de abril de 2020 un grupo de personas intervino en la pista de aterrizaje para evitar que un Cessna 208 Caravan que provenía de Guerrero Negro aterrizara, ya que comenzaba la propagación de COVID-19 en la región, no hubo lesionados.[5]

## Aeropuertos cercanos
Los aeropuertos más cercanos son:
- Aeropista de Isla Natividad (20 km)
- Aeropista de Bahía Tortugas (46 km)
- Aeropuerto Regional de Guerrero Negro (115 km)
- Aeropuerto Internacional de San Felipe (322 km)
- Base Aérea Militar N.º 3 de El Ciprés (438 km)